# Gildenbier
Gildenbier is een Belgisch bier. Het bier wordt gebrouwen door Brouwerij Haacht te Boortmeerbeek. Het is een bruin bier met een alcoholpercentage van 7%.
Het Gildenbier is geïnspireerd door de gewoonten van de vroegere Diestse schuttersgilde. Zij dronken alleen bier op het jaarlijkse Gildenbal. Alle nieuwe kandidaat-leden moesten een proef afleggen: om 12 uur stipt moesten ze een liter bier opdrinken, staande op één been. Wie daarna nog kon blijven rechtstaan, werd aanvaard als lid. De overschot van het bier werd op flessen gedaan en alleen de Gildenleden kregen zo’n fles mee naar huis.
Gildenbier wordt gedronken uit een typisch seidelglas of bierpul. Het is erkend als Vlaams-Brabants streekproduct.